# جون واتسون
جون واتسون (بالإنجليزية: John Watson)‏ (2 مايو 1942 في المملكة المتحدة - ) هو لاعب كرة قدم بريطاني في مركز الظهير. لعب مع نادي إيفرتون ونادي تشستر سيتي ونادي أوزورتي تاون ‏.